# زهية رحماني
زاهية رحماني (مواليد 1962) هي مؤلفة وأمينة متحف ومؤرخة فنية فرنسية جزائرية.

## الحياة المبكرة
ولدت رحماني في 1962 بالجزائر، وهي من أصل أمازيغي. ظلت تتحدث اللهجة القبائلية فقط حتى بلغت الخامسة من عمرها، وهاجرت مع عائلتها إلى فرنسا في 1967. كان والدها حركيًا. لذا أمضت مع عائلتها ستة أشهر في مخيم سانت موريس وبمساعدة بعض الأصدقاء الفرنسيين، استقرت العائلة في بوفيه.

## ثلاثية
ألفت رحماني ثلاث روايات تستكشف فيها موضوعات النفي والاغتراب. الأولي في هذه السلسلة هي رواية «موزي» والتي صدرت في 2003 وتتناول هوية الحركي وانتحار والدها في 1991. صدرت الرواية الثانية لرحماني في 2005 بعنوان «المسلم: رواية»، والتي تستكشف الصور النمطية المحيطة بالهوية الإسلامية في فرنسا والقضايا المتعلقة بالهجرة. وهي الرواية الفائزة بجائزة ألبرتين لعام 2020. العمل الأخير في هذه الثلاثية هو «فرنسا، قصة طفولة».

## إدارة الموارد الفنية
رحماني هي مديرة برنامج البحث في الفن والعولمة في المعهد الوطني لتاريخ الفن. أنشأت برنامج الدراسات العليا في مدرسة الفنون الجميلة وكانت مديرة من 1999 إلى 2002. كانت أمينة معرض «صنع في الجزائر، علم أنساب الإقليم» والذي عُرض في متحف الحضارات الأوروبية والمتوسطية حتى مايو 2016. قامت رحماني بإدارة معرض «مقياس زلازل النضال»، وهو مجموعة من المجلات الثقافية والنقدية غير الأوروبية.